# ChorusOS
ChorusOS es un sistema operativo para aplicaciones empotradas o en tiempo real, desarrollado por la empresa Sun Microsystems. Actualmente está liberado bajo código abierto.
Es sistema operativo altamente escalable y estable, sirve para sistemas distribuidos, en red, empotrados o en tiempo real y se ha establecido como un sistema operativo muy utilizado en hardware para comunicaciones, desde móviles hasta switches. Pero también se encuentra en otras aplicaciones empotradas, tales como impresoras, autómatas, etc.
Es de arquitectura basada en componentes (módulos), lo que le dota de una alta configurabilidad y escalabilidad.
Este sistema operativo pertenece a la quinta generación de los sistemas operativos.
- Datos: Q670316